# 萨萨·维奇内茨
萨萨·维奇内茨（Saša Viciknez，1974年5月30日—），在中国时被称为维里奇，是一名塞尔维亚籍职业足球运动员，目前效力于加拿大足球联赛。维里奇在球场上主要司职前锋，任意球技术比较出色。
维里奇曾短暂在上海申花效力，不过表现并不出色，而且很快受到伤病困扰，被俱乐部用从青岛海牛租借的外援德扬·萨里奇替换。此后维里奇返回塞尔维亚，也曾在保加利亚效力。
2006年，维里奇加盟重新改组的加拿大足球联赛，效力于塞尔维亚白鹰，获得巨大成功。当季他攻入26个入球，仅次于获得最佳射手的队友的27球，被评为2006赛季加拿大最有价值球员。